# Eritrichium pseudostrictum
Eritrichium pseudostrictum är en strävbladig växtart som beskrevs av Mikhail Grigoríevič Popov. Eritrichium pseudostrictum ingår i släktet Eritrichium och familjen strävbladiga växter. Inga underarter finns listade i Catalogue of Life.